# 検索汚染
検索汚染（けんさくおせん）は、検索エンジンにおいて起きる事柄。

## 概要
検索エンジンで検索したならば、その結果の上位には本来調べたい事柄とは異なったウェブサイトばかりが表示されるようになるという事柄。
検索汚染となっている原因としては、意図的にSEOを悪用するということでこのようになっているという場合がある。歴史上の人物の名がゲームやアニメのキャラクターの名に用いられていたならば、このことにより歴史上の人物を調べようと思って検索エンジンで検索をしたところゲームやアニメの情報のウェブサイトばかりが表示されるようになっている場合もある。
画像検索汚染というのもあり、アニメやゲームが話題になったならば、このことにより画像検索が行われた場合の検索結果が大きく変わるということである。この画像検索汚染になっている状態というのは見た目からして分かりやすい。
このような検索汚染の問題を解決するためにパーソナライズド検索というサービスが開発される。これは年齢や性別や職業などの人間の情報を集めて、検索している人は何に興味を持っているかを推測するというものである。Googleは2005年にパーソナライズド検索のサービスを本格的に開始したがあまり効果は無かったものの、検索している場所や言語設定や利用している端末での影響は大きかったためにこれらでのパーソナライズド検索は2018年の時点でも残っている。Googleは2020年には連続して検索した場合の検索の繋がりを利用して短期的な文脈を解釈して行う検索を発表している。